# Kernkraftwerk Enrico Fermi (Trino)
Das Kernkraftwerk Enrico Fermi (auch bekannt als Kernkraftwerk Trino oder Trino Vercellese) bei Trino, Provinz Vercelli in Italien war von 1965 bis 1990 in Betrieb. Es wurde nach dem italienischen Physiker Enrico Fermi (1901–1954) benannt, der mit dem Chicago Pile 1 1942 die erste kontrollierte Kettenreaktion in einem Kernreaktor zustande brachte. Derzeitiger Eigentümer und Betreiber ist die Società gestione impianti nucleari, während der Betriebszeit war es Enel.

## Reaktor
Das Kernkraftwerk Enrico Fermi bestand aus einem Druckwasserreaktor mit einer elektrischen Nettoleistung von 260 MW und einer elektrischen Bruttoleistung von 270 MW. Die thermische Leistung betrug 870 MW.

## Geschichte
Der Reaktor wurde ab 1961 gebaut und war der einzige Druckwasserreaktor und der zweitstärkste Reaktor in Italien überhaupt. Der Reaktor wurde am 21. Juni 1964 zum ersten Mal kritisch. Am 22. Oktober 1964 wurde der Reaktor erstmals mit dem Stromnetz synchronisiert und befand sich ab dem 1. Januar 1965 im kommerziellen Leistungsbetrieb, bis er zusammen mit dem Reaktor in Caorso am 1. Juli 1990 abgeschaltet wurde. Im Jahr 1987 wurde er letztmals zur Stromerzeugung genutzt. Nach einem Brennelementewechsel ging er nicht mehr in Betrieb, da die Regierung die Abschaltung angeordnet hatte. Von 1967 bis 1970 war der Reaktor wegen technischer Probleme außer Betrieb, auch 1979 stand der Reaktor still, da er nach dem Unfall im Kernkraftwerk Three Mile Island optimiert wurde. 1999 wurde das Kraftwerk vom Betreiber Enel der Societa Gestione Impianti Nucleari (SOGIN) übergeben. Seit 1999 ist SOGIN mit der Demontage der Anlage beschäftigt, 2029 soll Phase 1 abgeschlossen sein und das Grundstück „Brownfield land“ entsprechen, was bedeutet daß es frei von Bebauung aber kontaminiert ist. Seit 2009 bis voraussichtlich 2025 werden die Reaktornebengebäude zurückgebaut.

## Daten der Reaktorblöcke
Das Kernkraftwerk Enrico Fermi hatte einen Block:
| Reaktorblock         | Reaktortyp         | Netto- leistung | Brutto- leistung | Baubeginn  | Netzsyn- chronisation | Kommer- zieller Betrieb | Abschal- tung |
| -------------------- | ------------------ | --------------- | ---------------- | ---------- | --------------------- | ----------------------- | ------------- |
| Enrico Fermi (Trino) | Druckwasserreaktor | 260 MW          | 270 MW           | 01.07.1961 | 22.10.1964            | 01.01.1965              | 01.07.1990    |